# پژبوروویتسه (استان اشوی‌داشکسیه)
پژبوروویتسه (به لهستانی: Przyborowice) یک منطقهٔ مسکونی در لهستان است که در گمینا بوگوریا واقع شده‌است. پژبوروویتسه ۳۱۰٫۹ متر بالاتر از سطح دریا واقع شده‌است.